# Progress MS-21
Progress MS-21 – misja statku transportowego Progress, prowadzona przez rosyjską agencję kosmiczną Roskosmos na potrzeby zaopatrzenia Międzynarodowej Stacji Kosmicznej.

## Ładunek
Całkowity ładunek, który Progress MS-21 dostarczył na Międzynarodową Stację Kosmiczną, ważył około 2520 kg. Statek dostarczył żywność, wodę, paliwo i zaopatrzenie.